# Aeropuerto Internacional Lal Bahadur Shastri
El Aeropuerto Internacional Lal Bahadur Shastri (IATA: VNS, OACI: VIBN) es un aeropuerto civil ubicado a 18 km (11,2 mi) al noroeste de Benarés, Uttar Pradesh, India. El Aeropuerto de Benarés fue oficialmente rebautizado como Aeropuerto Lal Bahadur Shastri en octubre de 2005.

## Aerolíneas y destinos
Se brinda servicio a las siguientes ciudades a enero de 2020.
| Ciudades por países    | Nombre del aeropuerto                               | Aerolíneas                        | Aeronaves  | Frecuencias semanales |
| ---------------------- | --------------------------------------------------- | --------------------------------- | ---------- | --------------------- |
| Emiratos Árabes Unidos |                                                     |                                   |            |                       |
| Sharjah                | Aeropuerto Internacional de Sharjah                 | Air India Express                 |            |                       |
| India                  |                                                     |                                   |            |                       |
| Ahmedabad              | Aeropuerto Internacional Sardar Vallabhbhai Patel   | IndiGo SpiceJet                   |            |                       |
| Bangalore              | Aeropuerto Internacional Kempegowda                 | IndiGo SpiceJet                   |            |                       |
| Bombay                 | Aeropuerto Internacional Chhatrapati Shivaji        | Air India IndiGo SpiceJet Vistara | A32x-251N* |                       |
| Calcuta                | Aeropuerto Internacional Netaji Subhas Chandra Bose | Air India IndiGo SpiceJet         |            |                       |
| Chennai                | Aeropuerto Internacional de Chennai                 | IndiGo SpiceJet                   |            |                       |
| Dehradun               | Aeropuerto Jolly Grant                              | Air India                         |            |                       |
| Delhi                  | Aeropuerto Internacional Indira Gandhi              | Air India IndiGo SpiceJet Vistara | A32x-251N* |                       |
| Gaya                   | Aeropuerto de Gaya                                  | IndiGo                            |            |                       |
| Hyderabad              | Aeropuerto Internacional Rajiv Gandhi               | IndiGo SpiceJet                   |            |                       |
| Jaipur                 | Aeropuerto de Jaipur                                | IndiGo SpiceJet                   |            |                       |
| Khajuraho              | Aeropuerto de Khajuraho                             | Air India Vistara                 | A32x-251N* |                       |
| Malasia                |                                                     |                                   |            |                       |
| Kuala Lumpur           | Aeropuerto Internacional de Kuala Lumpur            | Malindo Air                       |            |                       |
| Nepal                  |                                                     |                                   |            |                       |
| Katmandú               | Aeropuerto Internacional de Katmandú                | Buddha Air                        |            |                       |
| Tailandia              |                                                     |                                   |            |                       |
| Bangkok                | Aeropuerto Suvarnabhumi                             | IndiGo Thai Smile                 | A320-232   |                       |

## Estadísticas
Ver fuente y consulta Wikidata.